# Bombardeig de Lleida (novembre de 1937)
El bombardeig de Lleida del 2 de novembre de 1937 va ser un dels atacs aeris més sagnants i indiscriminats ocorreguts durant la Guerra Civil espanyola. Lleida en aquell temps era una ciutat petita: segons l'últim cens que es va fer abans de la Guerra del 36 tenia 36.119 habitants.
El documental de Lleida Televisió El braç de les fúries, títol que fa al·lusió a un vers del poema La ciutat llunyana, de Màrius Torres, reprodueix el bombardeig sobre la ciutat amb el testimoni de supervivents i familiars de les víctimes.

## El bombardeig

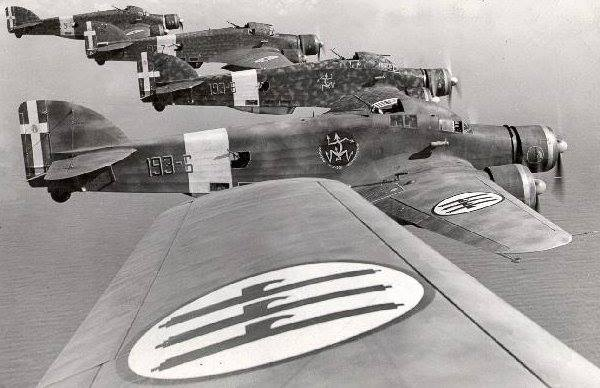
Els avions Savoia-Marchetti SM.79

Quna faltaven cinc minuts per a tres quarts de quatre de la tarda del 2 de novembre de 1937, nou avions de l'Aviació Legionària italiana Savoia-Marchetti SM.79 que havien sortit de la base aèria de Sòria van atacar la ciutat de Lleida amb 320 bombes de diferents calibres i 64 bombes incendiàries de 2 kg. L'ofensiva va durar cinc minuts i sobre la ciutat van caure un total de 12.600 kg de bombes, que van causar la mort d'almenys 250 persones i en va ferir 500, a més de la destrucció de nombrosos edificis. D'entre totes les víctimes cal destacar les de l'escola del Liceu Escolar, que va comportar la mort d'almenys 50 infants d'entre 12 i 13 anys.
Les bombes es van llençar als carrers de Blondel, Major, Sabaters, Estereria, rambla de Ferran i al barri del Canyeret, situat a la falda de la Seu Vella, tocant a la plaça de Sant Joan. Aquesta era la zona més vital de la ciutat i, a l'hora de l'atac aeri, els carrers eren plens de gent ja que les botigues estaven a punt d'obrir i els infants acabaven d'entrar a les escoles. La zona més castigada va ser el carrer de Blondel, on van caure dues bombes de gran calibre, una d'elles a l'edifici del Liceu Escolar que va matar almenys una cinquantena d'alumnes i una professora. Al mateix edifici hi havia un taller de costura de la casa Singer i algunes de les 17 noies que hi treballaven també van morir. Com també ho va fer un matrimoni de l'últim pis de l'edifici, que regentava l'emissora de Ràdio Lleida. També a Blondel, els avions van metrallar unes 60 dones i els seus fills petits que esperaven que obrissin les portes del Mercat de Sant Lluís.
Davant del Liceu Escolar van ser bombardejades tres cases i, en un pis del carrer Major, van morir tretze nois d'entre 13 i 14 anys i la mestra que els feia classes de repàs. El treballador d'una farmàcia que hi havia als baixos de l'edifici també va morir enterrat sota la runa. La imatge de la seva dona plorant el cadàver va ser immortalitzada pel fotògraf Agustí Centelles, i constitueix una de les fotografies més icòniques de la Guerra Civil espanyola a Catalunya.
Altres bombes van caure sobre uns blocs de pisos del carrer Sabaters i Estereria, provocant més víctimes entre el veïnat, així com entre nombrosos vianants i un motorista. A la rambla de Ferran un projectil de gran calibre va caure sobre el Col·legi Ibèric, tot i que sortosament no va esclatar, si no hagués pogut provocar una matança semblant a la del Liceu, ja que també era ple d'escolars.
Posteriorment, els avions feixistes van girar a les comportes del riu Segre i, en vol rasant, van continuar bombardejant primer i metrallant després la població que es trobava al marge esquerra del riu, al barri de Cappont i un autobús de la línia, deixant la ciutat sembrada de cadàvers i ferits. Uns avis que prenien el sol a les escales del pont del riu també van morir. Durant aquest recorregut, els avions anaven llençant bombes de tota mena atemorint la població, que corria pels carrers de la ciutat buscant aixopluc.
La ciutat de Lleida tornaria a patir més bombardejos en el transcurs de la Guerra Civil, com el del 27 de març de 1938, encara més mortífer, amb prop de 400 víctimes.

## Objectius civils
Malgrat que el front d'Aragó era relativament a prop, la gent sentia la guerra com una cosa llunyana fins que el 2 de novembre de 1937 va patir el primer i cruelíssim atac. El camí triat pel bombardeig, en el qual no hi havia cap possible objectiu militar, va ser l'artèria més vital de la ciutat. Un cop acabat el bombardeig, els avions Savoia-Marchetti SM.79 van retornar a la base aèria de Sòria, de la qual havien sortit a les 14.15 h i a la que van arribar a les 17.05. Les sirenes d'alarma no van funcionar i les bateries antiaèries no van fer cap diana.
El bombardeig sobre poblacions civils es va estrenar en la Guerra Civil espanyola i aquesta pràctica va resultar habitual en les posteriors guerres del segle xx. Els bombardeigs afectaren de manera indiscriminada zones urbanes en què sovint no hi havia cap objectiu militar important. Tot i que es destinaren molts esforços a salvaguardar la població, fou evident la manca de recursos econòmics i humans per a la construcció de refugis, especialment en ciutats com Lleida.
Els primers dies d'octubre de 1937 ja s'havia produït un petit atac en les proximitats de la ciutat. També es van registrar algunes incursions els dies 12 i 15 d'octubre als voltants de la ciutat sense produir víctimes ni danys importants, però sí creant una sensació d'inseguretat entre la població lleidatana.
El comunicat de guerra republicà del dia de l'atac aeri deia: «La criminalitat facciosa, prosseguint en la seva conducta de realitzar atacs contra poblacions civils allunyades dels fronts de batalla, ha bombardejat aquesta tarda la ciutat de Lleida. L'agressió ha anat a càrrec de nou trimotors que, passant per sobre la capital, han deixat caure sobre edificis civils totes les bombes que portaven. Els aviadors, no contents amb bombardejar, van fer foc de metralladora sobre la gent que anava pels carrers». El camí triat pel bombardeig estava allunyat de qualsevol objectiu militar, per tant, l'estratègia dels feixistes era fer tant mal com fos possible a les persones innocents i desprotegides de la ciutat, per enfonsar-los la moral. Els atacs a les ciutats obertes havien estat denunciats a la Societat de Nacions, però els feixistes no van fer cap mena de cas de les advertències de cap organisme internacional. De fet, els aliats italians i alemanys de Francisco Franco van fer servir la Guerra Civil espanyola com a banc de proves del que posarien en pràctica en la Segona Guerra Mundial.

## Víctimes
La dificultat més gran per quantificar el nombre de víctimes és causa de la desaparició del llibre del registre civil de Lleida, en un intent de les tropes colpistes de silenciar l'atac. El Comissari de la Generalitat a Lleida, Joaquim Vilà, va donar ordre d'inscriure els noms de les víctimes al registre civil en un llibre a part i l'oficial que va fer les inscripcions recordava haver enregistrat més de 300 persones. Amb tot, aquest llibre es va fer desaparèixer durant la postguerra, així com el diari de Lleida U.H.P. del dia 5 de novembre, on figurava la llista nominal de 173 víctimes mortals, de les quals 14 eren cadàvers «no identificats», desconeixent si es tractava de refugiats que no coneixia ningú o perquè les bombes incendiàries els havien cremat de tal manera que era impossible d'identificar-los.
Així i tot, es van fer diversos balanços de víctimes humanes. La premsa de l'època va recollir les declaracions fetes per Joaquim Vilà el 16 de novembre de 1937, que quantificava en 750 el nombre de víctimes entre morts i ferits. Una nota del ministeri de Defensa que tots els diaris havien publicat el 4 de novembre va donar la xifra de 120 morts, tot i que tres dies més tard, el diari La Vanguardia va pujar la xifra a 250 morts. Segons un infermer de l'Hospital Intercomarcal (actual Santa Maria) es van comptabilitzar més de 300 víctimes a causa del bombardeig (Joan Blavia. Memorias de un soldado en tiempos de la Guerra de España).
En resum, es van documentar fins a 210 morts, als quals calia sumar-ne 40 o 50 més que correspondrien a víctimes indocumentades. Ningú no es posava d'acord a l'hora d'establir una xifra de víctimes. Actualment, es disposa d'una llista nominal de 223 morts. Va haver-hi cossos que no es van trobar mai, ja que les bombes incendiàries els van convertir en cendres. Els infants van ser les víctimes proporcionalment més nombroses i els que van veure de més a prop els efectes del bombardeig sobre els seus companys. En referència als ferits, els hospitals van quedar col·lapsats, i els hospitals de sang no donaven l'abast a recollir la solidaritat dels lleidatans. Molta gent va participar en les tasques de desenrunament i fins i tot vingueren voluntaris de pobles veïns.
La infraestructura sanitària d'una ciutat petita com era Lleida, forçosament havia de ser insuficient per a fer front a aquella malvestat. Malgrat tot, l'Hospital Intercomarcal, el dispensari municipal Gota de Llet, i l'edifici del Col·legi dels Maristes, habilitat com a hospital de campanya utilitzant voluntaris com a personal sanitari, van ser els que des del primer moment van acollir les víctimes. De tots tres, l'Hospital Intercomarcal, situat als afores de Lleida, ja devia estar bastant ple, atès que era el centre que rebia els soldats ferits greus del front d'Aragó.
Lleida sencera es va bolcar a ajudar les víctimes i les seves famílies. També el front popular, les organitzacions sindicals i totes les organitzacions antifeixistes van obrir subscripcions a benefici dels damnificats. Les autoritats de Lleida temien que aquest bombardeig encengués d'ira la població i comencés, altre cop, la revenja contra la població civil considerada de dretes. Per tal d'evitar-ho, el comandant Sebastián Zamora Medina va fer una sentida al·locució per ràdio per apaivagar els ànims de la població. Era especialment significatiu que es deixés aquesta responsabilitat en mans del comandant Zamora, ja que una filla seva havia mort en el bombardeig i una altra estava ferida. A partir d'aquest fet la ciutat va canviar i alguns ja en van marxar.

## Agustí Centelles
Agustí Centelles va ser el veritable documentalista de les conseqüències del bombardeig de Lleida, captant el drama humà i la violència d'un dels episodis més impactants de la Guerra Civil espanyola a Catalunya. El seu arxiu fotogràfic constitueix una crònica visual que introdueix una nova iconografia de la guerra sense precedents. En aquell temps, Centelles, un dels pioners del fotoperiodisme modern, treballava com a reporter gràfic pel Comissariat de l'Exèrcit de l'Est i tornava a Barcelona procedent del front d'Aragó. En escoltar notícies de la brutal agressió, es va traslladar a Lleida per a captar-ne les conseqüències. La matinada del dia 3, la seva càmera Leica va fotografiar la desoladora estesa de cadàvers de les víctimes del bombardeig que restava al terra del cementiri i les imatges de dolor dels familiars que van acudir a identificar-los. Posteriorment, durant el dia, va recórrer els carrers del centre urbà per a testimoniar, en un segon rodet, els edificis afectats per les bombes i les tasques de desenrunament. En total, la càmera de Centelles va captar 70 instantànies de la barbàrie feixista en el que es considera un dels seus millors treballs. Algunes d'aquestes fotografies han esdevingut una icona de la Guerra Civil, com la de la vídua del farmacèutic Gabriel Pernau Sans plorant la seva mort al cementiri.
Amb motiu del vuitantè aniversari de l'efemèride, el Museu d'Art Jaume Morera va presentar per primera vegada el reportatge complet del bombardeig realitzat pel fotògraf sota el títol «Agustí Centelles i el bombardeig de Lleida, crònica d'un reportatge». L'exposició va ser el resultat dels dos rodets de 35 fotografies que Centelles va fer i que pertanyien al seu fons personal. Instantànies que durant els anys 1930 es van publicar a les rotatòries dels mitjans internacionals: una setantena d'instantànies que recorden el drama humà i la violència criminal d'un dels episodis més colpidors de la Guerra Civil als Països Catalans. La mostra no només recollia les fotografies de Centelles, sinó que també contenia una part de la gran cobertura mediàtica que la notícia va tenir arreu del món. Endicott Bulletin, Plattsburgh Daily Press, Ce soir, Rouge-Midi, Le Cri du Gard, L'Impartial, L'Œuvre o L'Humanité són alguns dels diaris on va aparèixer en portada, i també va formar part del número 16 de Visions de guerra i de reraguarda, la revista fotogràfica quinzenal editada entre 1937 i 1938 pel Comissariat de Propaganda de la Generalitat de Catalunya.
El ressò internacional del reportatge de Centelles sobre el bombardeig de Lleida va ser enorme. Aquestes publicacions tenien l'objectiu d'informar l'opinió pública europea per tal que fes pressió als governs dels seus respectius països i els obligués a abandonar l'actitud passiva envers la Guerra Civil espanyola, passivitat motivada pel Comitè de No-intervenció. Quan es va produir el bombardeig de Lleida feia sis mesos del bombardeig de Guernica, que va quedar immortalitzat en el quadre de Pablo Picasso. Altres testimonis dels fets de Lleida es recullen en dos materials audiovisuals d'època: Alas Negras. Bombardeos sobre la retaguardia de Aragón y Cataluña (1937 i Catalunya màrtir (1938).

## Liceu Escolar

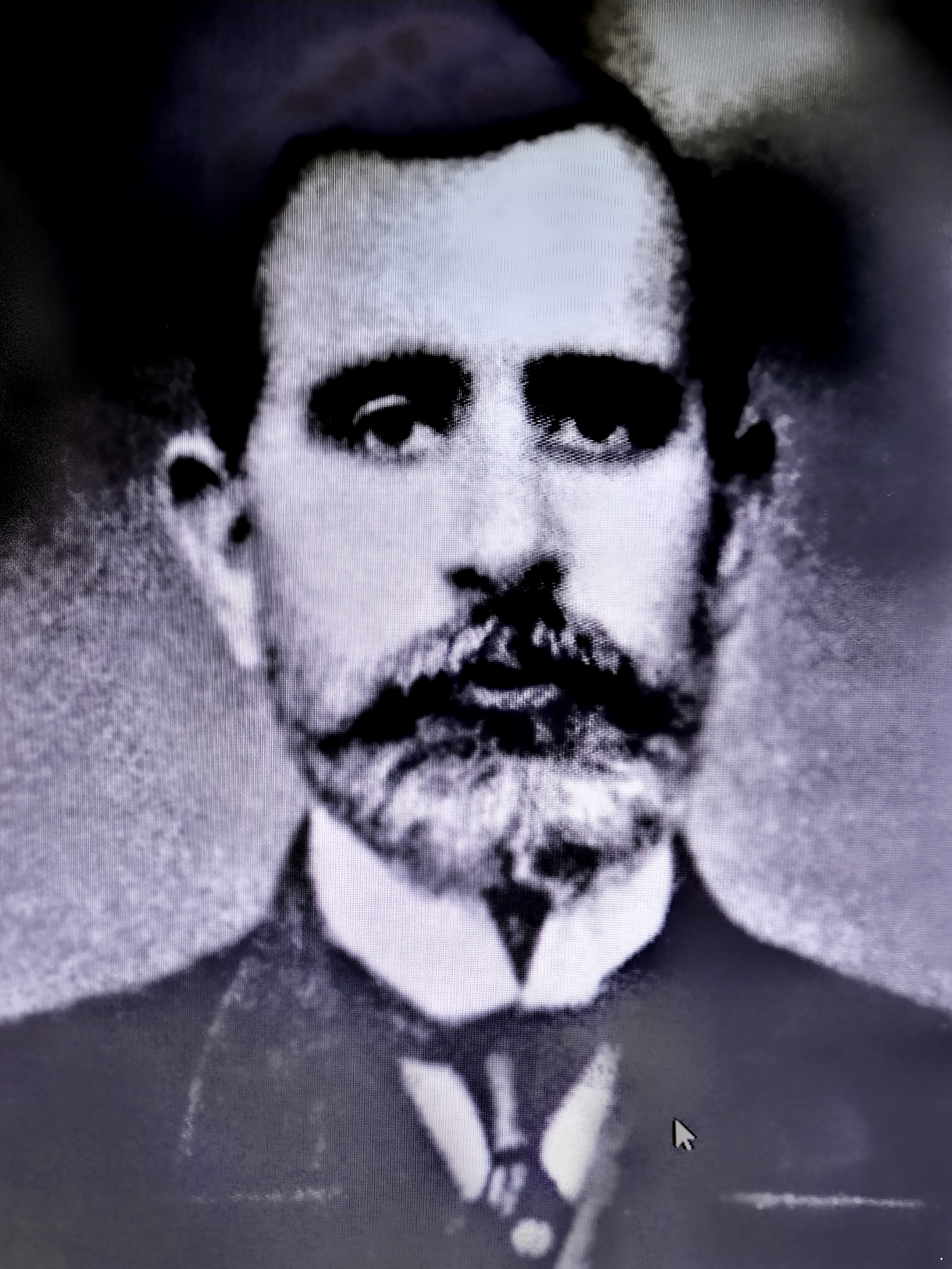
Frederic Godàs, fundador del Liceu Escolar de Lleida.

El Liceu Escolar de Lleida va ser una de les escoles de referència del moviment de renovació pedagògica que va tenir lloc a Catalunya durant el primer terç del segle xx. Fundat el 1906 per Frederic Godàs i la seva esposa, Victorina Vila, tenia per objectiu «formar uns esperits oberts, senzills, fraterns i en un sentit europeista». La metodologia educativa que seguia el Liceu Escolar es basava en els principis de l'Escola Moderna de Francesc Ferrer i Guàrdia. Pedagog i polític, Godàs s'havia instal·lat a Lleida el 1905, on es va convertir en un dels dirigents més destacats de Joventut Republicana, juntament amb Humbert Torres i Alfred Perenya. Durant la primera etapa, la nova escola es va instal·lar en dos vells casalots del carrer de Cavallers. Paral·lelament, es va fundar l'Escola Minerva per a noies, dirigida per Victorina Vila. Entre 1914 i 1920, Godàs també va inaugurar sucursals del Liceu a Balaguer, Castellserà, Bellcaire d'Urgell, el Campell, Almacelles i Bellvís. Davant l'èxit de la nova proposta, el 1913 el Liceu Escolar es va traslladar a un edifici de tres plantes, construït expressament per a aquesta funció, situat a l'avinguda de Blondel, davant per davant de Joventut Republicana. Aleshores ja era una escola mixta.
La importància del Liceu Escolar a la ciutat va recaure en el fet de ser l'única escola alternativa important de caràcter no religiós, i el seu èxit va despertar la ira del sector més conservador de la ciutat. Godàs va haver d'enfrontar-se a nombroses crítiques, comentaris i calúmnies que propagava la premsa conservadora, així com a atacs per part dels sectors més intolerants i reaccionaris de la societat. Aquests grups es mostraven contraris a la modernització pedagògica i, especialment, al model de laïcisme escolar. El Liceu Escolar era un centre d'ensenyament privat, que acollia principalment a les seves aules fills de professionals liberals i de la pagesia més adinerada.
Tanmateix, el projecte no va aconseguir sobreviure gaire temps al seu fundador. El juliol de 1920 Frederic Godàs va morir sobtadament en un viatge a la localitat occitana de Senalhac de la Tronquièra. La mort del fundador va obrir una crisi en la direcció del centre i quan va ser bombardejat el 1937 ja no era aquella escola alternativa d'anys enrere. Tanmateix, el fet que l'edifici fos abatut per les bombes feixistes, sempre tindrà un important valor simbòlic.

## Memòria

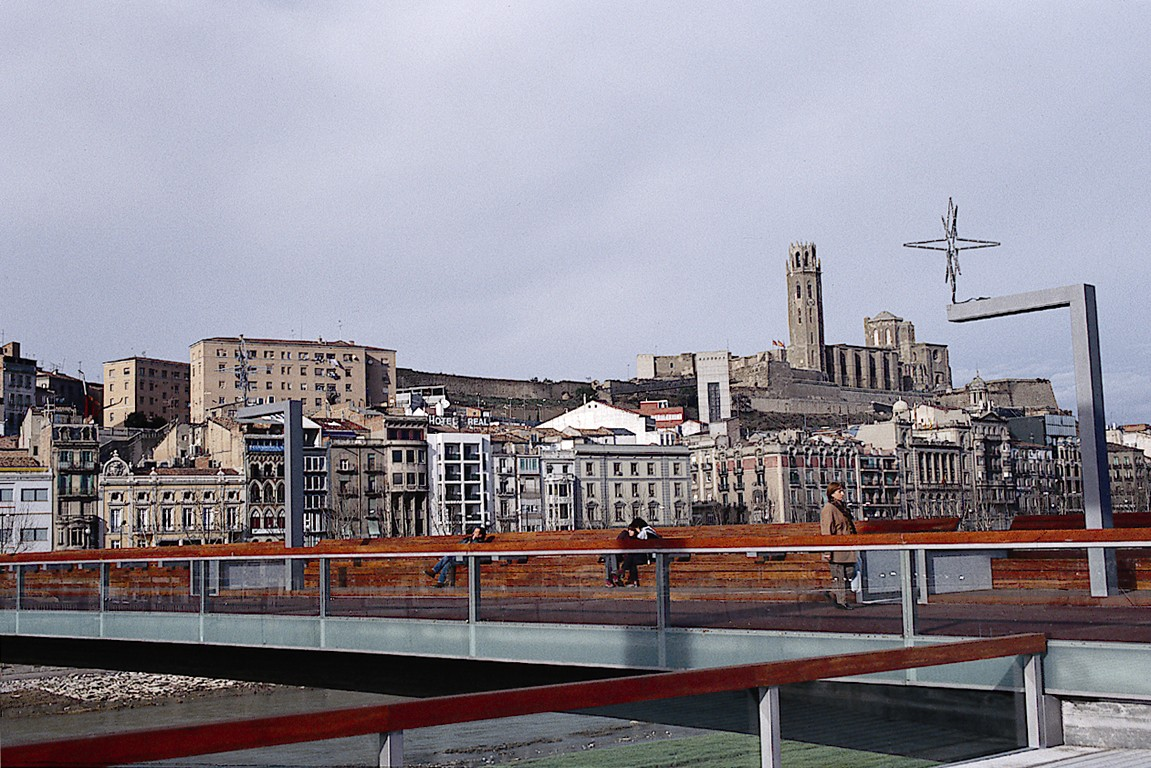
Passarel·la del Liceu Escolar sobre el Segre

Després de molts anys de silenci obligat i d'oblit, la memòria del Liceu Escolar s'ha anat fent present en la vida quotidiana de la societat lleidatana. Així, el 1998 es va inaugurar la primera passarel·la per a vianants sobre el riu Segre i se li va donar el nom del Liceu Escolar aprofitant que s'havia construït a prop de l'emplaçament de l'antiga escola.

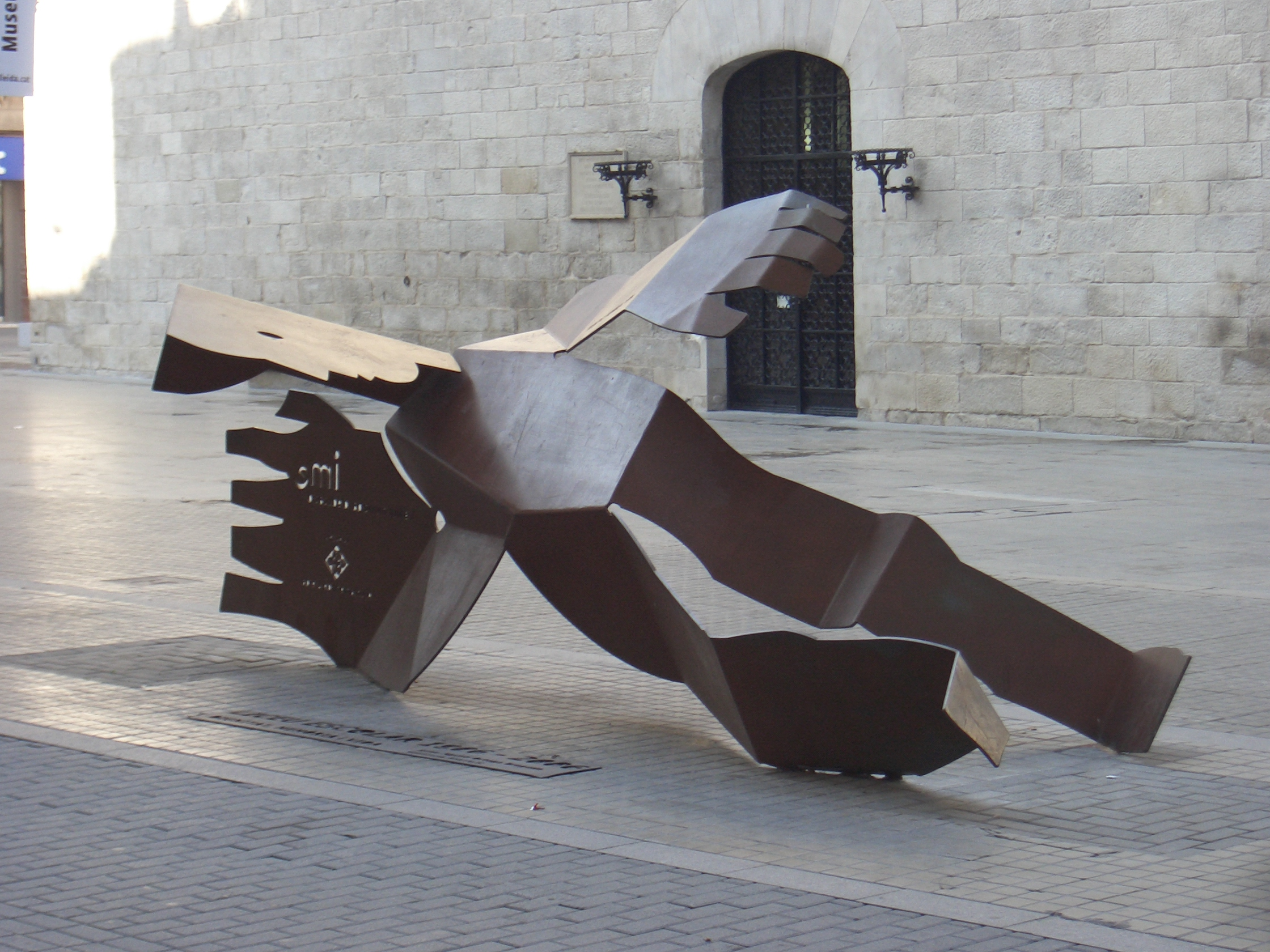
Escultura en record de les víctimes del Liceu Escolar

D'altra banda, el 10 de setembre de 2006, en el centenari de la fundació del centre i per iniciativa de l'Institut Municipal d'Educació, la Paeria va erigir un monument en homenatge a les víctimes d'aquell bombardeig, justament a l'alçada d'on hi va haver el col·legi. L'escultura, titulada Memòria, dignitat i vida, obra d'Agustí Ortega, representa una figura humana que ha caigut a terra, i és feta d'una única planxa de ferro, el mateix material de l'exterior de les bombes. La finesa de la planxa i les ondulacions aplicades evoquen la lleugeresa d'una fulla caiguda. Des d'aleshores, s'ha convertit en un lloc de memòria on la societat lleidatana expressa el dia de l'aniversari del bombardeig el seu rebuig a la brutalitat d'aquella guerra. L'actuació es va reforçar l'any 2010 amb la instal·lació d'un panell informatiu a iniciativa del Memorial Democràtic de Catalunya, i l'any 2015 es va afegir una placa sota l'escultura amb una llegenda d'exalumnes del Liceu Escolar.
El 2007, coincidint amb el setantè aniversari d'aquell bombardeig, Lleida Televisió va produir el documental El braç de les fúries, en el qual s'aportaven novetats importants sobre el bombardeig, però que en bona part estava dedicat al record de l'escola. Paral·lelament, el diari Segre va editar un col·leccionable sobre el mateix tema.
Des de l'any 2018, l'Ateneu Cooperatiu la Baula convoca els Premis 2N a la lluita antifeixista i per les llibertats a fi de contrarestar el vel de silenci que es va voler imposar sobre els fets que van ocórrer arran de la Guerra Civil i del triomf del franquisme. En la seva primera edició, les entitats i persones homenatjades foren: en la categoria internacional l'associació Gernika Batzordea per la seva tasca de recuperació de la memòria històrica; en la categoria nacional, l'Associació Catalana pels Drets Civils; i en la categoria honorífica es va reconèixer el compromís de l'advocat Àlex de Sárraga.
Finalment, l'any 2019, la regidoria de Drets Civils de la Paeria va senyalitzar l'itinerari «Lleida bombardejada: del 2 de novembre de 1937 al 3 d'abril de 1938», una ruta que proposa resseguir la trajectòria dels bombardeigs a la ciutat per a comprendre l'abast de la destrucció en el seu context històric.